# Halo 4 : Aube de l'espérance
 (décembre 2014).
Si vous disposez d'ouvrages ou d'articles de référence ou si vous connaissez des sites web de qualité traitant du thème abordé ici, merci de compléter l'article en donnant les références utiles à sa vérifiabilité et en les liant à la section « Notes et références ».
Halo 4 : Aube de l'espérance (Halo 4: Forward Unto Dawn) est une série télévisée de science-fiction d'action militaire, également diffusé au format film. Elle se déroule dans l'univers de la franchise « Halo ».

## Synopsis
Alors que le Commandant Thomas Lasky écoute l'appel de détresse de Cortana, il se rappelle les circonstances de sa première rencontre avec le Major Spartan 117. Sur la planète Circunius-IV, à l'Académie Militaire Corbulo de l'United Nations Space Command (UNSC), qui forme les marines et les ODST (Helljumpers en anglais), un groupe de jeunes cadets de bonne famille s'entraîne pour prendre la relève dans la guerre contre les Insurgés des Colonies Extérieures. Parmi eux, Thomas Lasky doit faire face à ses doutes sur cette guerre et sur ses propres capacités, alors qu'il est pressenti pour une grande carrière militaire. Tandis que Lasky s'affirme peu à peu, son monde est mis brusquement à feu et à sang par l'irruption d'une nouvelle menace : les Covenants, une terrifiante alliance extraterrestre déterminée à exterminer l'Humanité...

## Fiche technique
- Titre original : Halo 4: Forward Unto Dawn
- Titre français : Halo 4 : Aube de l'espérance
- Réalisation : Stewart Hendler
- Scénario : Aaron et Todd Helbing
- Direction artistique : Richard Bloom et Peter Bodnarus
- Directeur du casting : Steve Brooksbank
- Directeur du casting des voix-off : Meredith Lane
- Décors : Matthew Versteeg
- Costumes : Cynthia Ann Summers
- Photographie : Brett Pawlak
- Monteur : Michael Louis Hill
- Musique : Nathan Lanier
- Coproducteurs : Matthew I. Goldberg et Ryan Copple
- Producteurs exécutifs : Lydia Antonini et Joshua Feldman
- Producteurs associés : Jamieson Fry et Hameed Shaukat
- Société de production : Microsoft Studios, 343 Industries et Laskey Productions
- Effets visuels : Arc Productions et Herzog and Company
- Budget : 8 500 000 USD
- Box-office : 12 500 000 USD[3]
- Pays d'origine :  États-Unis
- Langue originale : Anglais
- Format : couleur - 2.85 : 1 - Son stéréo Dolby Digital 5.1
- Genre : Action, Science-fiction, thriller
- Dates de diffusion :  Vendredi 5 octobre au vendredi 2 novembre 2012 (YouTube)
- Dates de sortie TV :
  -  États-Unis : 4 décembre 2013
  -  Royaume-Uni : 27 mai 2014
  -  France : 26 décembre 2013 sur TF6[4]

## Distribution
- Thom Green (VFB : Antoni Lo Presti) : Thomas Lasky (jeune)
- Ty Olsson : Thomas Lasky (adulte)
- Darren O'Hare (VF : Benjamin Pascal) : Thomas Lasky (adulte) (voix)
- Anna Popplewell (VFB : Maia Baran) : Chyler Silva
- Enisha Brewster (VFB : Mélanie Dermont) : cheffe d'escouade April Orenski
- Ayelet Zurer (VFB : Valérie Muzzi) : colonel Kennedy Mehaffey
- Daniel Cudmore : Master Chief (John-117)
- Alex Puccinelli (VF : David Krüger) : Master Chief (voix)
- Jen Taylor (VF : Laetitia Lefevbre) : Cortana
- Masam Holden (VFB : Thibaut Delmotte) : Michael Sullivan
- Mike Dopud : général Daniel Black
- Iain Belcher : Walter Vickers
- Osric Chau (VFB : Gauthier de Fauconval) : Junjie Chen
- Man Hung Chan : père de Junjie Chen
- Kat de Lieva : Dimah Tchakova
- Chris Shields : Dr Hughes
- Max Carver (VFB : Olivier Prémel) : Cadmon Lasky
- Robin August : Orlin
- Jill Teed : colonel Audrey Lasky
- Jenna Berman : Spartan Kelly-087
- Tony Giroux : Spartan Frederic-104
- Robert Boyce : homme
- Sean Carey : marine
- Neil Ellice : marine
- Tommy Europe : marine
- Patrick Sabongui : marine
- Jonathan Kralt : yeoman
- Dean Redman : yeoman
- Brian T. Delaney (VF : Olivier Jankovic) : Roland
Version française
  - Société de doublage : Dame Blanche
  - Direction artistique : Aurélien Ringelheim[5]

## Autour de la série
- Le nom de la série est tiré du nom d'un vaisseau de l'UNSC présent dans les jeux Halo 3 et Halo 4, le Forward Unto Dawn ou Aube de l'espérance en français.
- Lors de l'altercation entre Lasky et Vickers au réfectoire, il y a une brève apparition d'un agent d'entretien « Beamish » qui n'est autre que Franck O'Connor, le directeur de 343 Industries.